# یواس‌اس اونجر (۱۸۶۳)
یواس‌اس اونجر (۱۸۶۳) (به انگلیسی: USS Avenger (1863)) یک کشتی بود که طول آن 210' 0" بود. این کشتی در سال ۱۸۶۳ ساخته شد.